# Alchemilla microcephala
Alchemilla microcephala é uma espécie de rosácea do gênero Alchemilla, pertencente à família Rosaceae.